# Lyanne Levy
Lyanne Levy (Groningen, 1994) is een Nederlandse programmamaakster en journaliste.
Na de havo aan het Zernike College studeerde Lyanne Levy journalistiek aan de Hogeschool Windesheim in Zwolle. In 2022 haalde ze haar master sociologie (Criminaliteit en Veiligheid) aan de Rijksuniversiteit Groningen.
Vanaf 2017 is ze verslaggeefster bij Dagblad van het Noorden met aandachtsgebieden gaswinning en aardbevingen in Drenthe en Groningen. Vanaf 2023 is zij programmamaakster nieuws en actualiteit van Forum Groningen. Vanaf 2024 is ze correspondent Noord-Nederland voor NRC.
Met haar collega Bas van Sluis volgde Levy de parlementaire enquête naar de gaswinning in Groningen. Over de enquête schreven ze artikelen én maakten de podcast Naschokken.

## Erkenning
Voor de verslaggeving over de parlementaire enquête over de gaswinning onder de titel 'Verhoor Rutte is een totale deceptie' won zij met Bas van Sluis de belangrijke Nederlandse journalistieke prijs De Tegel 2022 in de categorie Verslaglegging. Levy en Van Sluis waren ook in de categorie Regio genomineerd voor een gezamenlijke productie met NRC-collega's over de gaswinning onder de titel 'Anatomie van een gasdrama'.

## Prijs
- De Tegel 2022